# عرس قانا

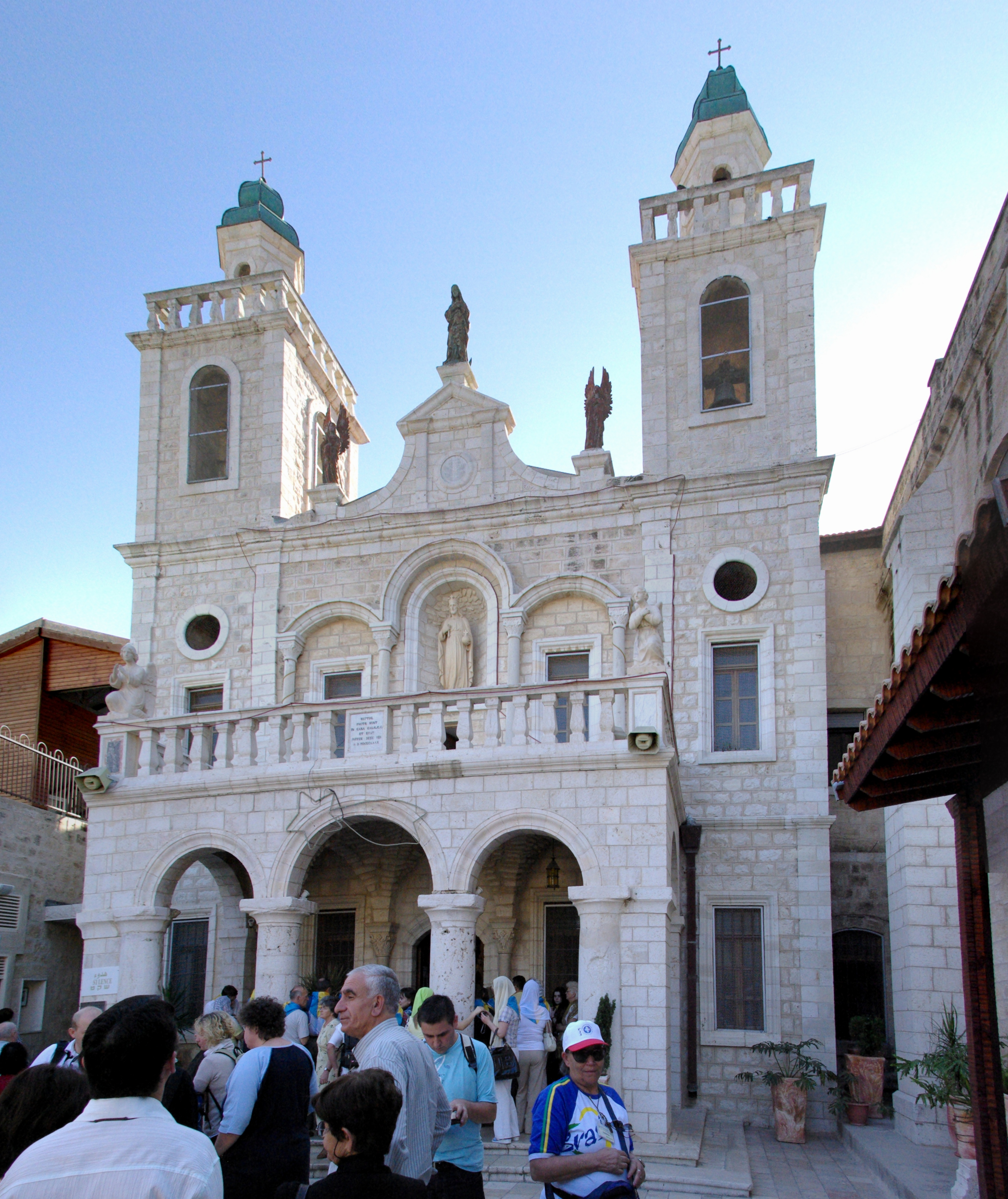
"كنيسة العرس" في كفر كنا، يعتقد كثير من المسيحيين أنه شهد حدث عُرس قانا.

عرس قانا الجليل في الدين المسيحي يُعد من أولى معجزات يسوع المسيح، حيث وفقاً للإنجيل قام يسوع بتحويل الماء إلى خمر خلال مناسبة زواج في قرية قانا. في رواية الإنجيل، دُعي يسوع وأمه مريم وتلاميذه إلى حفل زفاف، وعندما نفد النبيذ، قام يسوع بمعجزة تحويل الماء إلى خمر.
وقد خضع موقع قانا لنقاش مسيحي بين علماء الكتاب المقدس وعلماء الآثار، حيث يدور نقاش حول القرية التي شهدت العرس، ما إذا كانت قانا، القرية اللبنانية جنوب بيروت في قضاء صور، أو كفر كنا، البلدة العربية في منطقة الجليل بشمال فلسطين التي تقع على بعد 18 كم غرب بحيرة طبريا و9 كم شمالي مدينة الناصرة. كما بات مناسبة للاحتفال السنوي.

## رواية الحدث

### في الإنجيل

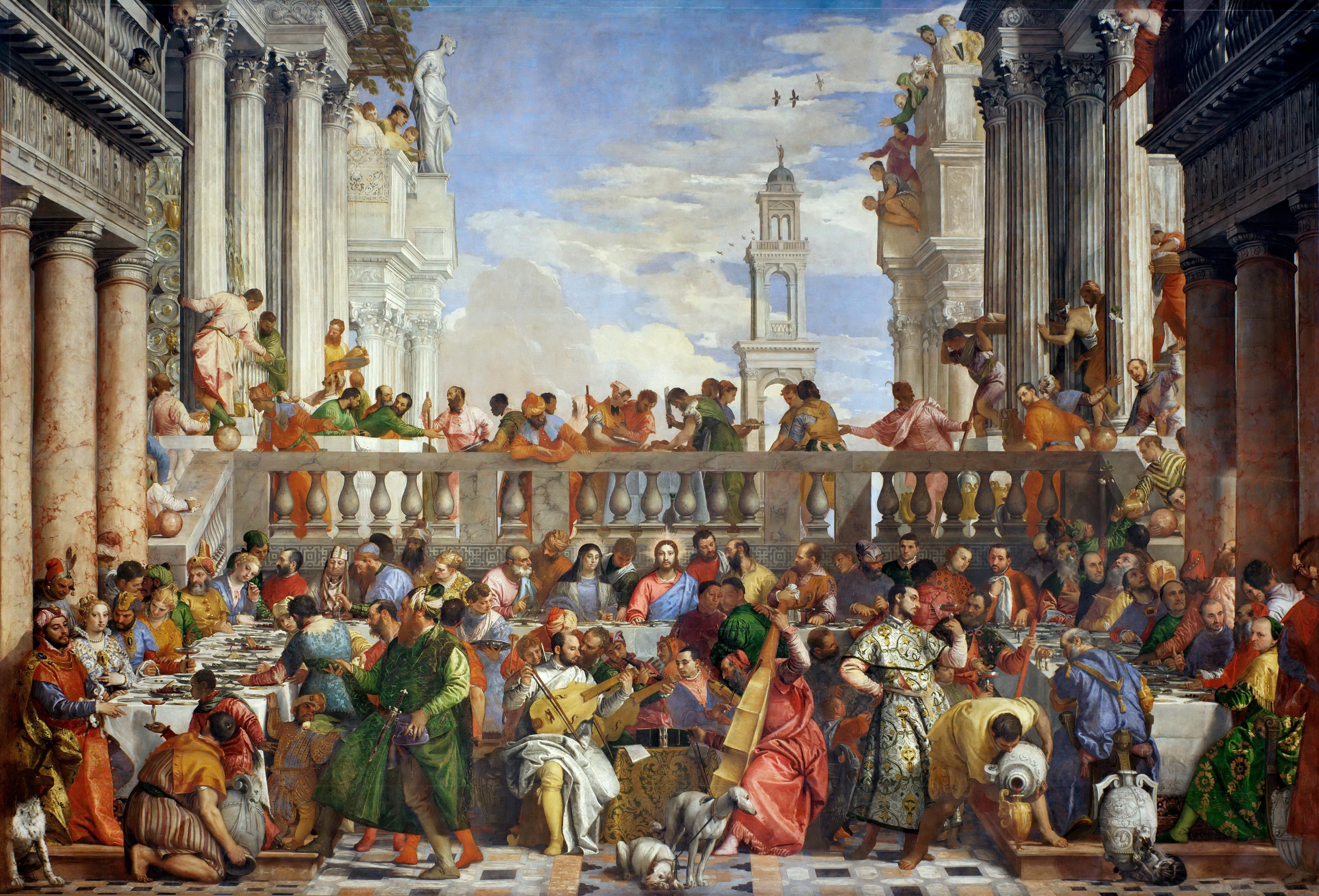
لوحة عرس قانا بريشة باولو فرونزه 1563.

وهي أول معجزة أجراها المسيح كما ترد في يوحنا 2: 1-11، هي تحويل الماء إلى نبيذ في عرس قانا الجليل؛ وتحكي القصة، التي يوردها إنجيل يوحنا بالتفصيل، دعوة يسوع ووالدته مريم العذراء إلى عرس في قرية قريبة من الناصرة، وحضر برفقة يسوع تلامذته الخمسة: بطرس وأخوه أندراوس، ويوحنا، وفيلبس، وبرثولماوس. خلال الحفل، نفذ الخمر، فطلبت مريم من ابنها حلاً ينقذ أهل العرس من الحرج، فأمر المسيح الخدم أن يحضروا له ستة أجران يملؤونها بالماء، قبل أن يحولها إلى خمر.

### في التقاليد المسيحية
ويدور النقاش حول القرية التي شهدت العرس، ما إذا كانت قانا، القرية اللبنانية جنوب بيروت في قضاء صور، أو كفر كنا، البلدة العربية في منطقة الجليل بشمال فلسطين التي تقع على بعد 18 كم غرب بحيرة طبريا و9 كم شمالي مدينة الناصرة.
وبحسب العقائد المسيحية اشترك يسوع في أفراح عرس قانا الجليل ليقدِّس الزواج المسيحي بحضوره، ويرفعه من درجة عَقْدٍ طبيعي بين الرجل والمرأة إلى مقام سرٍّ إلهيّ ويكون مجلبةً للنِعَمِ التي يحتاج إليها المتزوِّجون طَوال أيام حياتهم، وأنشأت الكنيسة مجموعة صلواتٍ وأدعية تسأل بها الله أن يباركَ الزَوْجَين ويغمُرَهما بنعمه الغزيرة ويثبِّت حبّهما المتبادَل مدى حياتهما.

## الواقعية التاريخية
رواية تحويل الماء إلى نبيذ لا توجد في أي من الأناجيل الإزائية ولا توجد إلا في إنجيل يوحنا، مما يشير إلى أن مؤلف الإنجيل الرابع ربما قد ابتكرها. وفقاً لويليس هيدلي سالير تحمل القصة تشابهاً مع بعض القصص التي كانت تحكى عن إله الخمر الإغريقي ديونيسوس.

## التأويل
كان للقصة أهمية كبيرة في تطور اللاهوت الرعوي المسيحي. بحسب الباحث تاونر، لرواية تحول الماء إلى نبيذ أهمية رمزية حيث تٌعتبر أول العلامات السبعة في إنجيل يوحنا التي يشهد بها وضع يسوع الإلهي، والتي يتمحور حولها الإنجيل. بحسب فولتون ج. شين، فإنه من المحتمل جداً أن يكون العرس لأحد أقارب مريم العذراء. هذا يعني أن مريم العذارء وأقاربيها سيكونون محرجين إذا بدوا غير مضيافين، مما أعطى مريم سبباً لطلب يسوع بالتوسط. إن الرواية الإنجيلية التي تذكر دعوة يسوع إلى حفل الزواج، وحضوره، واستخدامه لقوته الإلهية لإنقاذ الاحتفالات من الكارثة، تؤخذ كدليل على موافقته على الزواج والاحتفالات الأرضية، على عكس وجهات نظر بولس الرسول الأكثر تشددًا كما وجدت، على سبيل المثال، في 1 كورنثوس 7. كما تم استخدامها كحجة ضد الامتناع عن شرب المسكرات.
وفقًا لبيل داي، يمكن أيضًا تفسير المعجزة على أنها تشابه أول معجزة عامة لموسى وهي تغيير المياه (نهر النيل) إلى دم. هذا من شأنه أن ينشئ صلة رمزية بين موسى باعتباره المنقذ الأول لليهود من خلال هروبهم من مصر ويسوع باعتباره المنقذ الروحي لجميع الناس. وقد تكهن بعض المعلقين حول هوية العريس الذي لم يكشف عن اسمه. أحد التقاليد، ويمثلها توما الأكويني وغيرها، تقول أن العريس هو يوحنا الإنجيلي نفسه. يقترح الأسقف جون سبونج في كتابه «ولد من امرأة» أن الحدث كان في الواقع زفاف يسوع نفسه لمريم المجدلية.

## في الثقافة المسيحية
ويحتفل المسيحيون في مصر بعيد عرس قانا الجليل ضمن الأعياد السيدية السبعة الصغرى، وهي: عيد الختان، ودخول السيد المسيح إلى الهيكل، ومجيئه إلى أرض مصر، والتجلي، وخميس العهد، وعيد تجديد توما. وأخذت المعجزة بحسب المعتقدات المسيحية طريقها إلى الفن عبر لوحات تشكيلية منذ القرون الأولى، كما تستعاد حتى اليوم ليس باعتبارها واقعة إنجيلية فحسب، بل قصة تحمل أهدافاً أسمى ومعانٍ أعمق، تتضمن، بحسب مفسرين إنجيليين، إثبات رسالة يسوع خاصة بين تلامذته، والرفع من قدر أمه مريم، وتقديس الزواج المسيحي.

## معرض صور

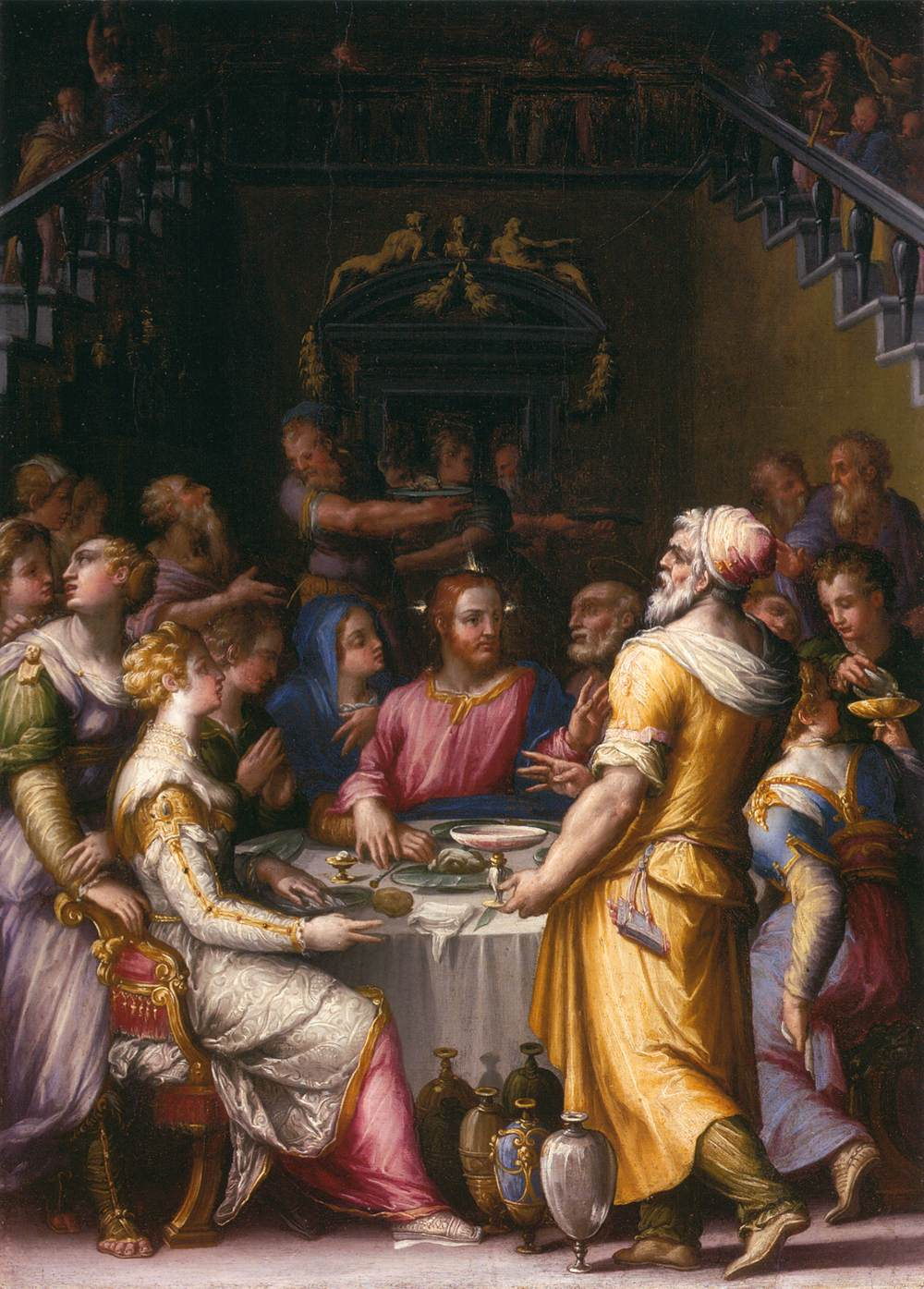
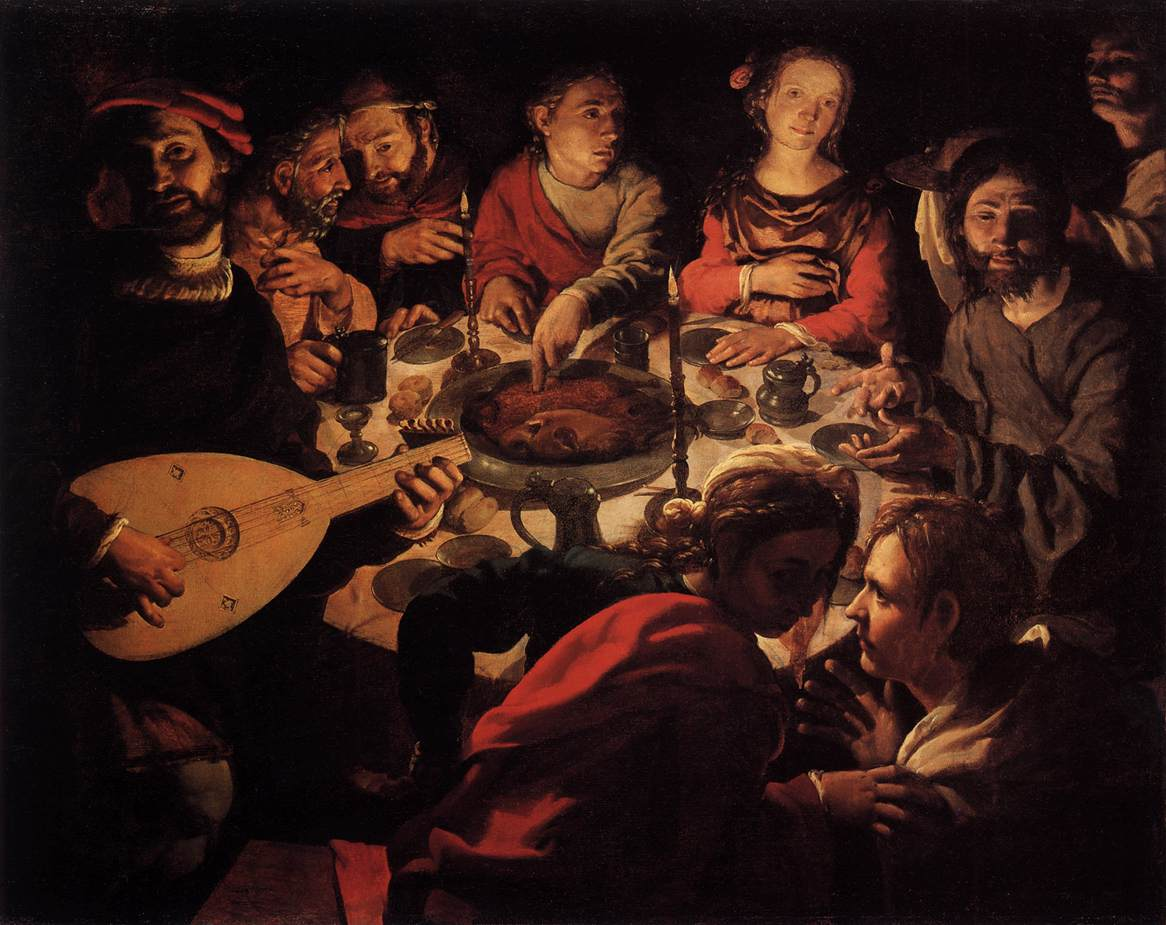
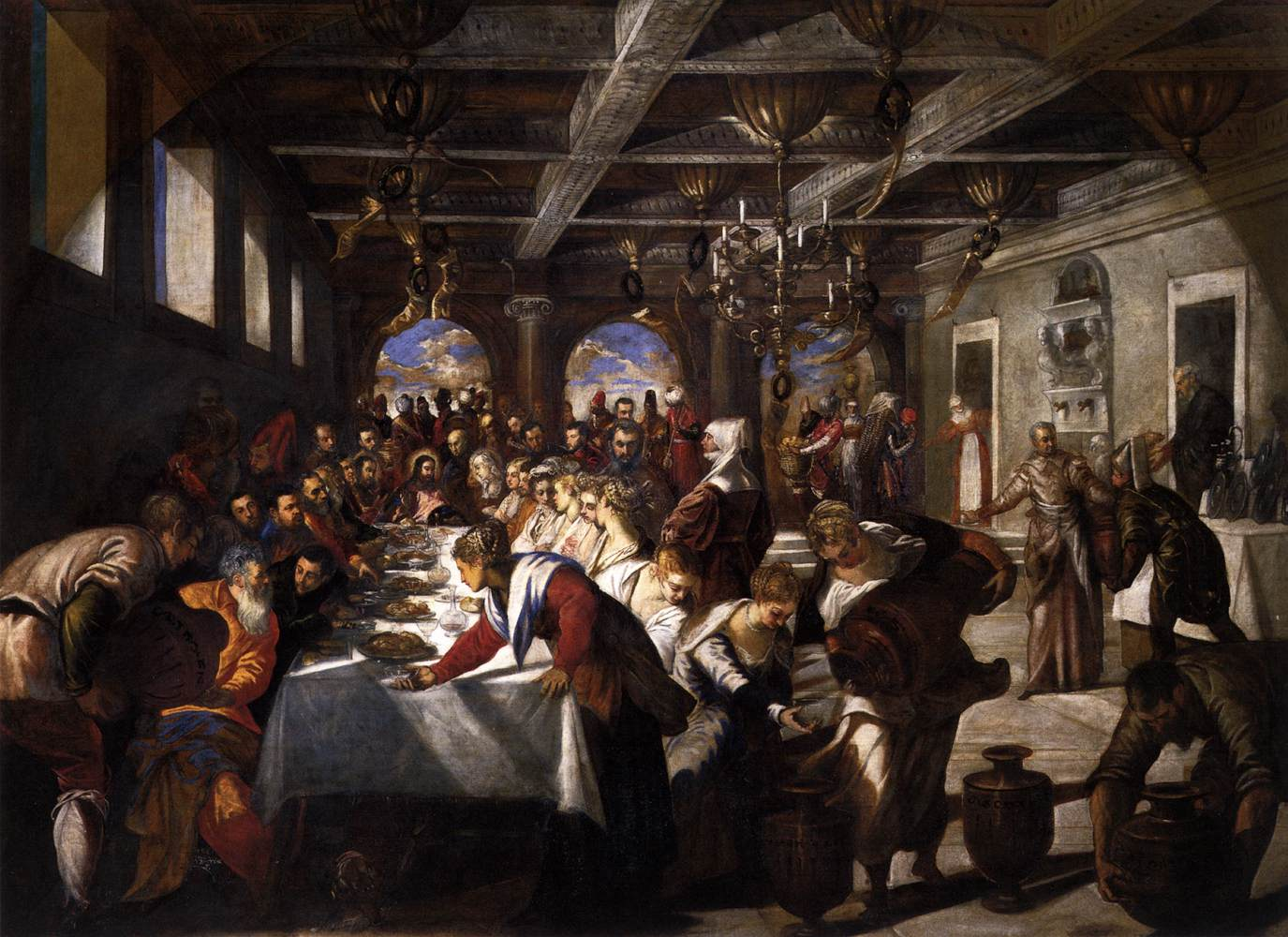
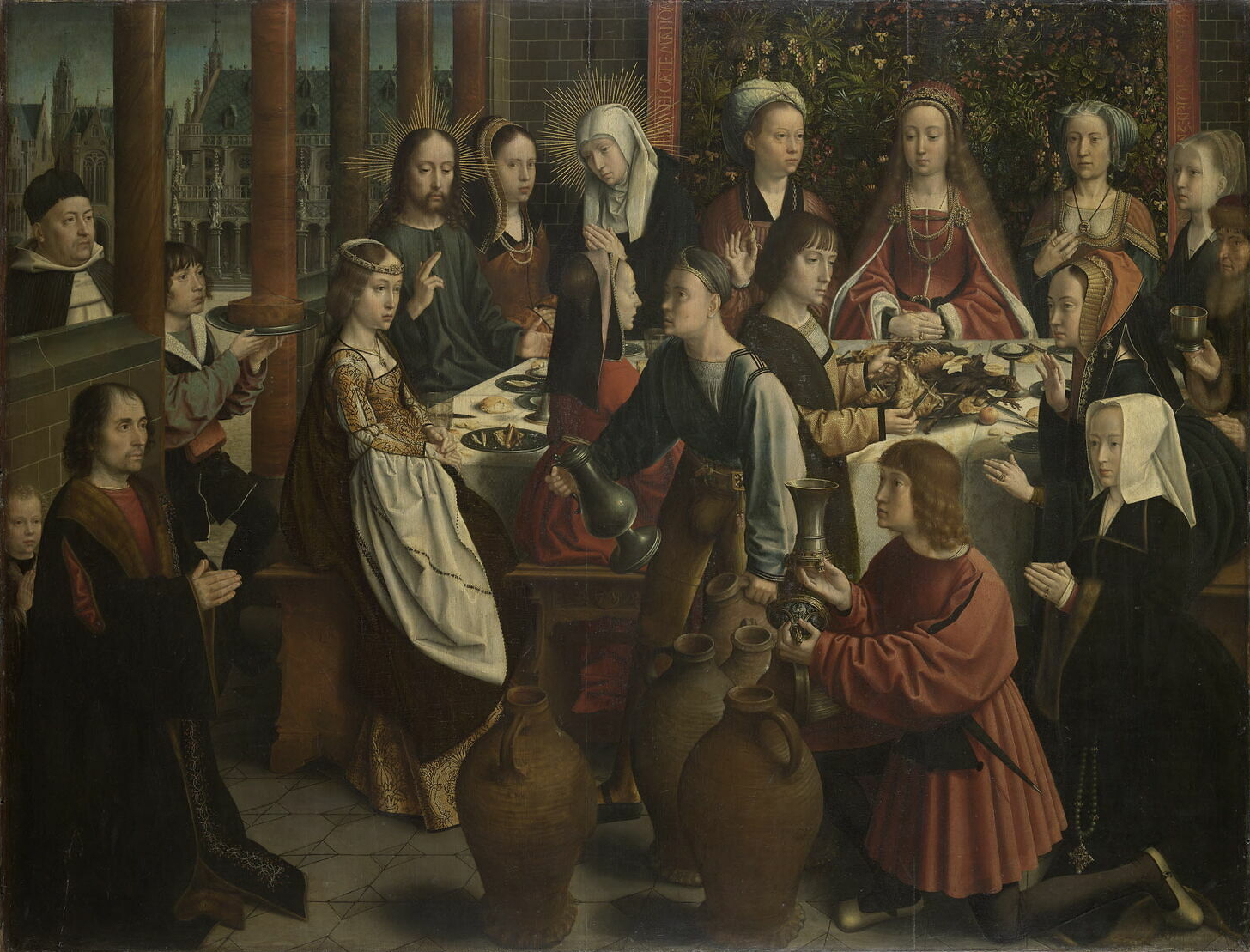